# Lika mot lika
Lika mot lika är en svensk film från 1906 i regi av Knut Lambert. 

## Om filmen
Filmen premiärvisades 23 augusti 1906 i Societetssalongen på  Marstrand i samband med en välgörenhetstillställning med Oscar II och prins Eugen som deltagare. Inspelningen av filmen skedde på Marstrand under juli augusti 1906. Som förlaga har man den franske författaren Paul Giraudins pjäs med samma titel. Filmen finns inte bevarad och dess existens kan inte sägas vara helt säkerställd.

## Roller i urval
- Knut Lambert - Coq-Héron
- Helfrid Lambert - Suzanne
- Tollie Zellman - Clara, kammarjungfru
- Som statister medverkade badgäster från Marstrand